# Friedrich Schlegel
Karl Wilhelm Friedrich (von) Schlegel (Hanóver, Electorado de Brunswick-Luneburgo, 10 de marzo de 1772-Dresde, Reino de Sajonia, 12 de enero de 1829) fue un filósofo, escritor, crítico literario, historiador, filólogo clásico y traductor alemán. Junto con su hermano August Wilhelm Schlegel fue uno de los representantes más importantes del Círculo de Jena. El objetivo de Schlegel era crear un nuevo tipo de representación literaria que aunara filosofía, narrativa, poesía, el genio y la crítica. Acuñó varios conceptos de vital importancia como "poesía universal progresiva", la ironía romántica ("witz"), "nueva mitología" y el término romanticismo. Fue un pionero en la tipología lingüística y en el terreno de la indología.

## Biografía
Fue el más joven de una familia protestante de siete hermanos. Destinado a ser banquero, rechazó esa vocación y empezó en 1790 los estudios de Derecho en la universidad de Gotinga, y los prosiguió en Leipzig. En este periodo entabló amistad con el poeta Novalis. En Leipzig empezó a interesarse por la cultura griega. En 1794 viajó a Dresde, donde estudió el arte y la cultura grecolatina clásica y escribió su ensayo Sobre el estudio de la poesía griega, que publicó como introducción a una obra suya de más empeño, Die Griechen und Römer («Los griegos y romanos»), 1797.
Viajó entonces a Jena, en cuya universidad su hermano August Wilhelm impartía clases. Jena era en ese entonces uno de los principales focos culturales de Alemania debido a que allí se encontraban muchos de los intelectuales atraídos por su universidad y la influyente cercanía de otra referente de las letras alemanas como la ciudad de Weimar. Allí, influido por la filosofía de Fichte, empezó a desarrollar en Estética lo que constituiría el principio teórico del Romanticismo, la ironía romántica o dicotomía entre la obra creada e imperfecta y la idea de su autor perfecta; la poesía encerraría pues elementos de una filosofía, una mitología y una religión. Desde 1797 Schlegel colaboró en el Deutschland and Der Deutsche Merkur. Con su hermano y Ludwig Tieck fundó la revista  Athenaeum, («Ateneo»), órgano del movimiento romántico alemán, revista que editó entre 1798 y 1800.
Durante esos años escribió la novela semiautobiográfica e inacabada Lucinda (1799). En 1800 Schlegel publicó Gespräch über die Poesie, su obra más amplia sobre estética romántica, donde estatuía que Dante Alighieri, Miguel de Cervantes y William Shakespeare eran las mayores figuras de la literatura universal. «La historia es una profecía al revés», escribió en el Athenaeum. De esa época es su tragedia Alarcos (1802), donde sin mucha fortuna intentó combinar elementos clásicos y románticos. Cuando leyó la historia de la literatura europea lamentó haber perdido tanto el tiempo estudiando el periodo clásico grecolatino. Compuso entonces Geschichte der alten und neuren Literatur (Viena, 1812), una historia de la literatura antigua y moderna.
Entre 1800 y 1801 Schlegel fue lector en la Universidad de Jena. Se estableció en París algunos años con la escritora y traductora Dorothea Veit, de la que se había enamorado en Berlín años antes y que era pariente del filósofo Moses Mendelssohn (1729–1786). En París Schlegel estudió sánscrito y fundó, en 1803, el periódico Europa. Trabajó editándolo hasta 1805. En 1804 se casó al fin con Dorothea Veit, y volvió a Alemania, en concreto a Colonia (1804–1807). En 1808 se convirtió al catolicismo junto con su esposa Drotea Veit. La conversión de Schlegel podría estar relacionada con la atención que había prestado al estudio de la figura del emperador Carlos V y los logros incomparables del arte religioso en el Renacimiento, los cuales actuaron como una especie de proceso de seducción hacia el sistema de la fe católica. Tras convertirse al catolicismo en 1808 viajó a Viena, donde trabajó en el Ministerio de Asuntos Exteriores austriaco. Allí conoció al escritor Joseph von Eichendorff (1788–1857). Sirvió en el ejército austriaco entre 1809 y 1810.
Fundó y editó Deutsches Museum (1812-13) y publicó su Über die Sprache und Weisheit dern Indier («Del idioma y la sabiduría de los indios») (Heidelberg, 1808) donde aplica al indoeuropeo la metodología de la filología comparada, en la que se le considera un pionero. Valiéndose de las observaciones de Sir William Jones (1746–1794) sobre las similitudes entre el sánscrito y otras lenguas, latín, griego y persa, proclamó Schlegel que la India era la cuna de la civilización occidental. El paralelismo entre lengua y raza le hizo hablar de la raza común de los arios que se habría desplazado a Europa y habría hablado una Ursprache madre de todas las lenguas. En sus últimos años sostuvo una gran admiración hacia la obra de Goethe, en especial su Wilhelm Meister.
Se constituyó en el portavoz ideológico de la liberación alemana del yugo napoleónico y apoyó a la Santa Alianza y a Metternich. Desde 1815 a 1818 sirvió como secretario de la legación austriaca en la Confederación Germánica, en Fráncfort. En Viena preparó la edición de sus obras completas (10 vols., 1822–5). Entre 1820 y 1823 editó el periódico católico Concordia. Murió en Dresde el 12 de enero de 1829.
Schlegel fue desde 1798 el principal filósofo y teorizador del primer Romanticismo alemán (introdujo de hecho el término romantisch en el contexto literario).

## El Witz

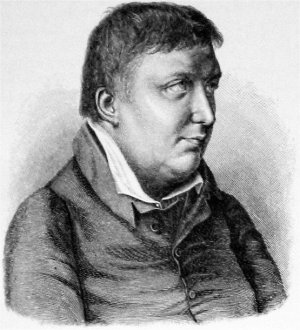
Retrato de Friedrich von Schlegel realizado por Philipp Veit.

El Witz es un concepto, que, a diferencia de la palabra española chiste, adquiere un significado más cercano al de agudeza, parecido al que emplea Baltasar Gracián. El witz intenta encontrar puntos de convergencia entre dos o más realidades separadas.

Para el pensador alemán la idea de Witz está relacionada directamente con el terreno religioso, pues mediante la agudeza del witz se lograría la unión no sólo de dos ideas sino de lo finito con lo infinito.
Esta unión es sinónimo de totalidad, de lo absoluto, de lo divino. De algo que sólo puede ser presentido, adivinado, y luego inmediatamente perdido. Es algo parecido a la mística: un contacto fulminante con la divinidad, con lo infinito. Es una chispa de genialidad que hace converger en un mismo punto inteligencia y fantasía, y de este modo se alcanza el mayor conocimiento posible. En esta versión del Witz, la brevedad ya no es indispensable: toda una obra de Cervantes, de Shakespeare, por ejemplo- puede ser síntoma de esa chispa genial. Así puede decirse que existen en el Romanticismo dos versiones del Witz, una inferior, vulgar, identificable con la agudeza, con la frase ingeniosa, y otra superior, trascendente, que remite a una facultad cognoscitiva.
Viñas Piquer, Historia de la crítica literaria. p.281

## Ideas
Schlegel desarrolló el concepto de «poesía universal progresiva» que reúne diferentes géneros literarios. El arte se expresa sobre su propio “fracaso” y utiliza la ironía para reflexionar sobre el mismo, separándose de concepto “clásico” armónico y cerrado que representaba un estado ideal.
“La poesía romántica es una poesía universal progresiva. Su fin no es sólo reunir todos los géneros poéticos y poner en contacto a la poesía con la filosofía y retórica. Debe, y quiere, mezclar poesía y prosa, genialidad y crítica, poesía de arte y poesía ingenua, hacer viva y social la poesía y poética la vida y la sociedad, poetizar el espíritu, llenar y saturar las formas del arte con el más variado material de cultura, y animarla con 3 vibraciones de humor. Abraza todo lo que es poético, desde el más grande sistema del arte (que a su vez contiene en sí otros sistemas) al suspiro, al beso que el muchacho poetizante exhala en un canto espontáneo..."

Friedrich Schlegel “Fragmentos del Athenäum” (Fragmento 116)
La revista Ateneo rompía con la imitación a la naturaleza del clasicismo dominante y propone al arte como expresión de la fuerza de la naturaleza debía ser independiente. Los clásicos defendían las reglas como necesarias, en cambio los románticos piensan que cada temática tiene sus propias normas permitiendo una libertad creadora. La forma debe ser orgánica y no mecánica. Los románticos defienden la ironía y la obra como proceso en sí misma. Schlegel calificaba al clasicismo como inviable, precisamente porque su esencia es la síntesis de forma y libertad, por ejemplo en la Grecia clásica esta objetividad era natural lo cual es irrepetible por lo cual el arte moderno es ficticio.
En su ensayo Sobre el estudio de la poesía griega publicado en 1797 contrapone la poesía antigua presentada como una totalidad orgánica con la poesía moderna en donde las leyes estéticas dependen de las necesidades expresivas del autor. La primera era vista por Schlegel como objetiva y la segunda como  interesante, buscaba la belleza, expresaba los sentimientos y opiniones del artista, tensionado al espectador. A pesar de esto lo interesante es, para Schlegel, una señal de muerte cercana del arte moderno. Esto último puede significar que el arte moderno siempre esta cercano a morir o que siempre está a punto de progresar. Relacionado con los hechos revolucionarios que ocurrían en Francia durante la escritura del ensayo, lo único que sacaría a la literatura de la incertidumbre entre la vida y la muerte sería una revolución que la ponga en un dominio objetivo.